# FC Cesarense
Futebol Clube Cesarense is een Portugese voetbalclub uit Cesar, een freguesia in de gemeente Oliveira de Azeméis. De club speelt zijn thuiswedstrijden in het Estádio do Mergulhão, dat plaats biedt aan 5.000 toeschouwers.

## Eindklasseringen
| Seizoen | №  | Clubs | Divisie          | Duels | Winst | Gelijk | Verlies | Doelsaldo | Punten |
| ------- | -- | ----- | ---------------- | ----- | ----- | ------ | ------- | --------- | ------ |
| 1990/91 | 5  |       | Distritais       |       |       |        |         |           |        |
| 1991/92 |    |       | Distritais       |       |       |        |         |           |        |
| 1992/93 |    |       | Distritais       |       |       |        |         |           |        |
| 1993/94 |    |       | Distritais       |       |       |        |         |           |        |
| 1994/95 |    |       | Distritais       |       |       |        |         |           |        |
| 1995/96 |    |       | Distritais       |       |       |        |         |           |        |
| 1996/97 | 1  |       | Distritais       |       |       |        |         |           |        |
| 1997/98 | 10 |       | Terceira Divisão |       |       |        |         |           |        |
| 1998/99 | 4  |       | Terceira Divisão |       |       |        |         |           |        |
| 1999/00 | 8  |       | Terceira Divisão |       |       |        |         |           |        |
| 2000/01 | 3  |       | Terceira Divisão |       |       |        |         |           |        |
| 2001/02 | 7  |       | Terceira Divisão |       |       |        |         |           |        |
| 2002/03 | 5  |       | Terceira Divisão |       |       |        |         |           |        |
| 2003/04 | 3  |       | Terceira Divisão |       |       |        |         |           |        |
| 2004/05 | 3  |       | Terceira Divisão |       |       |        |         |           |        |
| 2005/06 | 11 |       | Terceira Divisão |       |       |        |         |           |        |
| 2006/07 | 2  |       | Distritais       |       |       |        |         |           |        |
| 2007/08 | 2  |       | Distritais       |       |       |        |         |           |        |
| 2008/09 | 1  |       | Distritais       |       |       |        |         |           |        |
| 2009/10 | 2  |       | Terceira Divisão |       |       |        |         |           |        |
| 2010/11 | 15 |       | Segunda Divisão  |       |       |        |         |           |        |
| 2011/12 | 1  |       | Terceira Divisão |       |       |        |         |           |        |
| 2012/13 |    |       | Segunda Divisão  |       |       |        |         |           |        |
| 2013/14 |    |       | Segunda Divisão  |       |       |        |         |           |        |
| 2014/15 |    |       | Segunda Divisão  |       |       |        |         |           |        |
| 2015/16 |    |       | Segunda Divisão  |       |       |        |         |           |        |
| 2016/17 |    |       | Segunda Divisão  |       |       |        |         |           |        |
| 2017/18 |    |       | Segunda Divisão  |       |       |        |         |           |        |
| 2018/19 |    |       | Segunda Divisão  |       |       |        |         |           |        |

## Bekende (ex-)spelers
- Junior Pius
- Sérgio Conceição

## Bekende (ex-)trainers
- Carlos Secretário